# Genoa Cricket and Football Club
O Genoa Cricket and Football Club, ou simplesmente Genoa, é um clube de futebol italiano da cidade de Gênova. Fundada no dia 7 de setembro de 1893, é a agremiação mais antiga em atividade no futebol Italiano. O Genoa manda seus jogos no Estádio Luigi Ferraris, o qual compartilha com outro clube de Gênova, o seu arquirrival Unione Calcio Sampdoria. O clássico entre os dois times genoveses é comumente conhecido como Derby della Lanterna ou Derby de Gênova.
O Genoa ganhou nove campeonatos italianos, incluindo a primeira vez que remonta a de 1898, enquanto o último campeonato foi ganho na temporada 1923–24, sendo o quarto clube que mais venceu campeonatos italianos. Entre as suas principais conquistas, há também uma edição da Copa da Itália, em 1937.
O Genoa detém o recorde de títulos no campeonato Campeonato Italiano Serie B, um total de seis (1934–35, 1952–53, 1961–62, 1972–73, 1975–76 e 1988–89).

## As cores e símbolos
A camisa do Genoa é composta das cores vermelho e azul a quartos. A disposição das cores é: azul à direita e vermelho à esquerda, costas e mangas com cores opostas, calções azuis e meias vermelhas e azuis com listras horizontais.
Desde a fundação em 1893 foram adotadas no começo camisas de cor branca e sucessivamente branco e azul a linhas verticais. Desde 1899 utiliza-se as cores atuais (apesar de oficialmente ser vermelho grená e azul), mas até os anos trinta, com poucas excepções, o azul está posicionado à direita.
O primeiro campeonato italiano foi disputado usando uma simples camisa branca.

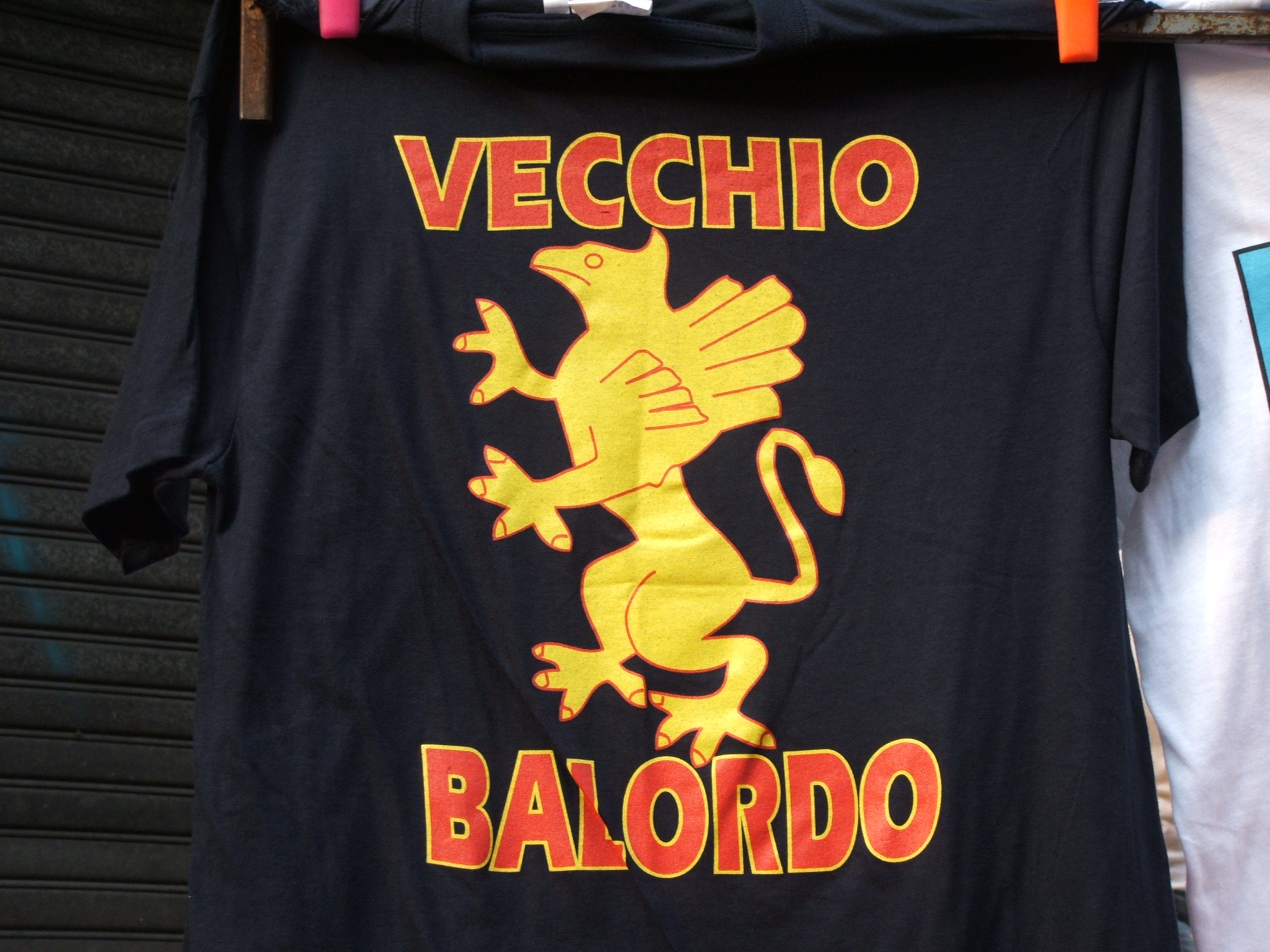
Camisa de torcedores com o Grifo, símbolo do Genoa e da cidade de Gênova.

A segunda camisa é utilizada principalmente nos jogos fora, sendo branca com listras horizontais vermelhas e azuis (no meio foi colocado o escudo com a cruz de São Jorge).
O símbolo universalmente reconhecido e oficialmente integrado no escudo da equipa é um antigo animal bestiário da mitologia, o grifo (um cruzamento entre águia e leão), representando originalmente a besta protetora da cidade de Génova.
Durante vários anos, o Genoa não costurou o escudo na camisa rubro-azul, nem em documentos e cartões, utilizando como símbolo o de sua cidade, que consiste de dois Grifoni guardando o escudo com a cruz de São Jorge dentro.
O símbolo aparece na primeira camisa rubro-azul e é similar ao utilizado hoje, com a única diferença que o Grifo olhava para a direita.

## Estádio
Construído graças ao sócio, Musso Piantelli, que concedeu o terreno perto de sua casa, em Marassi, e ao trabalho gratuito oferecido pelos outros membros do clube, o estádio foi inaugurado em 22 de janeiro de 1911, no jogo entre Genoa e Internazionale.
Inicialmente, podia abrigar 20.000 espectadores, sendo posteriormente construídas as duas arquibancadas (Norte e Sul).
Em 1 de janeiro de 1933, durante a festa dos quarenta anos do Genoa, o estádio foi nomeado Luigi Ferraris, histórico capitão da equipe genovesa falecido durante a Primeira Guerra Mundial.
O Luigi Ferraris, definido como o estádio mais moderno da época e com uma capacidade para 30.000 espectadores, foi palco, em 27 de maio de 1934, do jogo válido pela Copa do Mundo de 1934 entre Espanha e Brasil.
Até 1946, o Genoa era o unico clube dono do "Ferraris" e, até a venda do estádio para a cidade de Génova, que ocorreu tanto por problemas financeiros e a vontade do regime fascista, o clube rubro-azul era o único proprietário do estádio.
Para o registro, o recorde de espectadores em um jogo entre clubes pertence ao derby Genoa-Sampdoria (1 a 1, em 28 de novembro de 1982), quando 57.815 pagantes foram registrados e mais de 2.000 não-pagantes estiveram também presentes.
O recorde de espectadores em jogos entre seleções, foi na partida entre Itália e Portugal, em 27 de fevereiro de 1949, com mais de 60.000 torcedores presentes.
Por ocasião da Copa do Mundo de 1990, o estádio foi totalmente demolido e reconstruído.
Para propiciar ao Genoa e a Sampdoria atuar em casa, as obras foram realizadas em um setor de cada vez e durou dois anos e dois meses (a partir de julho de 1987 a setembro de 1989).
A sede de formação é o complexo desportivo "Pio XII", localizado na Villa Rostan, no Distrito de Pegli.

## Torcida e rivalidade

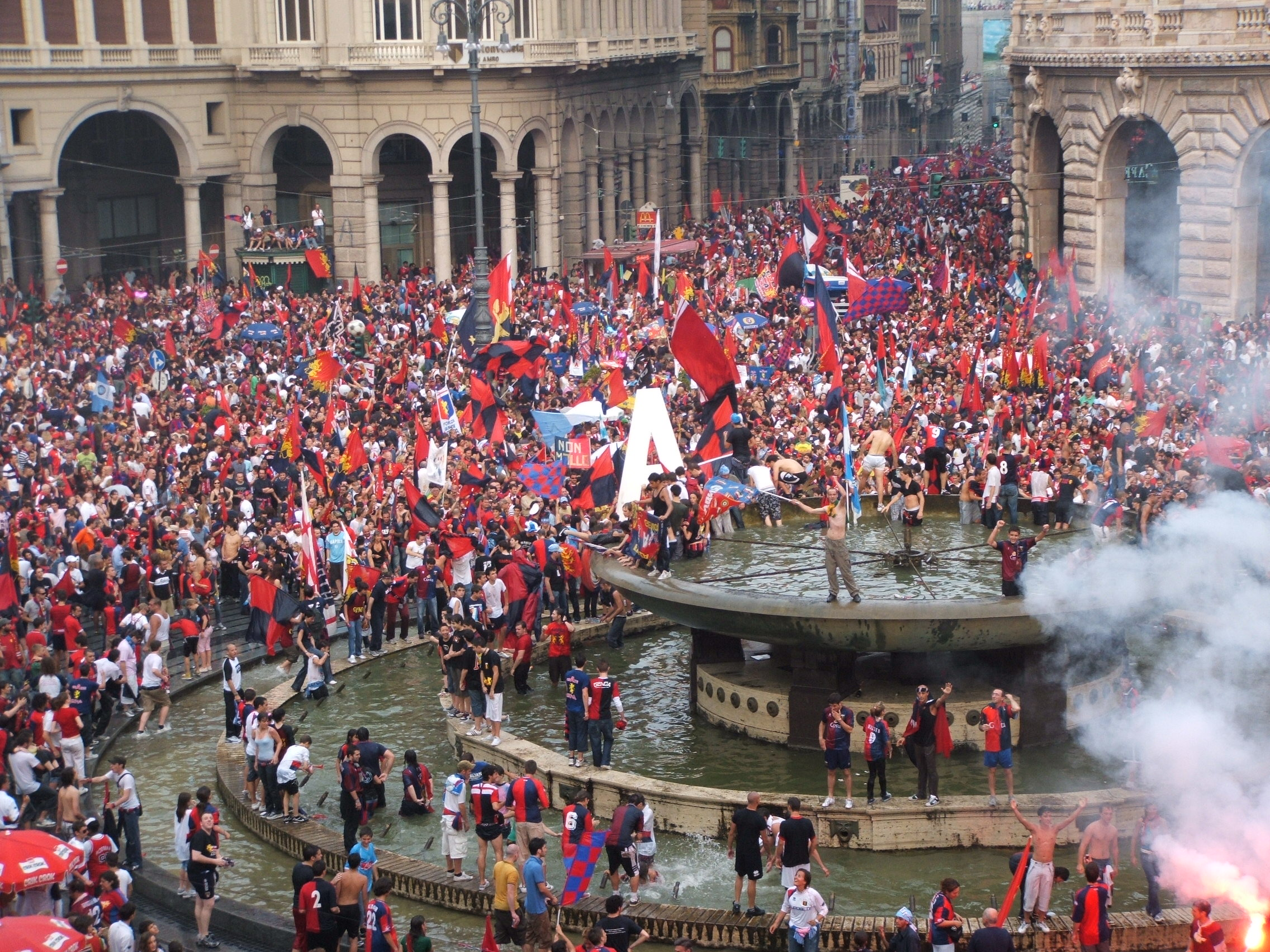
A grande torcida do Genoa em festa.

O Genoa tem a maior parte dos seus fãs na Ligúria; no entanto o clube também tem bases de torcedores no Piemonte e no Valle d'Aosta. Também há fã-clubes na Argentina, EUA, Indonésia, Islândia e outros. Os principais grupos de torcidas organizadas são o Ultrà Genoa CFC 1893, sem posição política oficial, e o Gruppo Ottavio Barbieri, que se identifica com a extrema-esquerda.[carece de fontes?]
Sua maior rivalidade é contra o outro clube de Gênova, a Sampdoria, com quem disputa o Derby della Lanterna.

## Elenco atual
Última atualização: 29 de setembro de 2024.

## Treinadores
| - 1893–96 Comissão técnica - 1896–1907 James Richardson Spensley - 1907–12 Comissão técnica - 1912–27 William Garbutt - 1927–30 Renzo De Vecchi - 1930–31 Gèza Székány - 1931–32 Luigi Burlando, Guillermo Stábile - 1932–33 Karl Rumbold - 1933–34 József Nagy - 1934–35 Vittorio Faroppa, Renzo De Vecchi - 1935–36 György Orth - 1936–37 Hermann Felsner - 1937–39 William Garbutt - 1939–40 Ottavio Barbieri, William Garbutt - 1940–41 Ottavio Barbieri - 1941–43 Guido Ara - 1945–46 Ottavio Barbieri, József Viola - 1946–48 William Garbutt - 1946–48 Federico Allasio - 1949–50 David John Astley, Federico Allasio, Manlio Bacigalupo - 1950–51 Manlio Bacigalupo - 1951–52 Imre Senkey, Valentino Sala, Giacinto Ellena - 1952–53 Giacinto Ellena - 1953–55 György Sárosi, Ermelindo Bonilauri - 1955–58 Renzo Magli - 1958–59 Annibale Frossi - 1959–60 Antonio Busini, Gino Poppi, Jesse Carver, Annibale Frossi - 1960–61 Annibale Frossi - 1961–63 Renato Gei - 1963–64 Beniamino Santos - 1964–65 Paulo Amaral - 1965–66 Luigi Bonizzoni - 1966–67 Giorgio Ghezzi - 1967–68 Livio Fongaro - 1968–69 Aldo Campatelli - 1969–70 Franco Viviani - 1970–74 Arturo Silvestri - 1974–75 Guido Vincenzi - 1975–78 Gigi Simoni - 1978–79 Pietro Maroso - 1979–80 Gianni Di Marzio - 1980–84 Gigi Simoni - 1984–86 Tarcisio Burgnich - 1986–87 Attilio Perotti - 1987–88 Gigi Simoni - 1988–90 Franco Scoglio - 1990–92 Osvaldo Bagnoli - 1992–93 Bruno Giorgi - 1993–94 Claudio Maselli - 1994–95 Franco Scoglio - 1995–96 Gigi Radice - 1996–97 Attilio Perotti, Gaetano Salvemini, Claudio Maselli - 1997–98 Tarcisio Burgnich, Giuseppe Pillon, Luigi Cagni - 1999–00 Delio Rossi - 2000–01 Bruno Bolchi, Guido Carboni, Alfredo Magni - 2001–02 Bruno Bolchi, Franco Scoglio, Edoardo Reja - 2002–03 Claudio Onofri, Vincenzo Torrente, Rino Lavezzini - 2003–04 Roberto Donadoni, Luigi De Canio - 2004–05 Serse Cosmi, Francesco Guidolin - 2005–06 Giovanni Vavassori - 2006–10 Gian Piero Gasperini - 2010–11 Alberto Malesani, Davide Ballardini - 2011–12 Pasquale Marino, Alberto Malesani, Luigi De Canio - 2012–13 Luigi Delneri, Davide Ballardini, Fabio Liverani - 2014–16 Gian Piero Gasperini - 2016–17 Gian Piero Gasperini, Ivan Jurić, Andrea Mandorlini - 2017–18 Ivan Jurić, Davide Ballardini - 2018–19 Cesare Prandelli, Aurelio Andreazzoli - 2019–20 Thiago Motta, Davide Nicola - 2020-21 Rolando Maran, Davide Ballardini |

## Títulos
| NACIONAIS | NACIONAIS                     | NACIONAIS | NACIONAIS                                                      |
|           | Competição                    | Títulos   | Temporadas                                                     |
| --------- | ----------------------------- | --------- | -------------------------------------------------------------- |
|           | Campeonato Italiano           | 9         | 1898, 1899, 1900, 1902, 1903, 1904, 1914–15, 1922–23 e 1923–24 |
|           | Copa da Itália                | 1         | 1936–37                                                        |
|           | Campeonato Italiano - Série B | 6         | 1934–35, 1952–53, 1961–62, 1972–73, 1975–76 e 1988–89          |
|           | Campeonato Italiano - Série C | 1         | 1970–71                                                        |

### Outras conquistas
- Taça dos Alpes: 1962 e 1964
- Copa dos Campeões: 1953 e 1954
- Copa da Amizade Ítalo-Francesa: 1963
- Copa Anglo-Italiana: 1996
- Troféu Villa de Gijón: 2011

## Uniformes

### Uniformes dos jogadores
- Uniforme principal: Camisa metade azul e metade grená, calção e meias azuis.
- Uniforme visitante: Camisa branca com uma faixa grená e outra azul, calção e meias brancas.
- Uniforme alternativo: Camisa azul, calção e meias grenás.

| 1º uniforme | 2º uniforme | 3º uniforme |

- Uniformes anteriores

- 2017–18

| 1º uniforme | 2º uniforme | 3º uniforme |

- 2016–17

| 1º uniforme | 2º uniforme | 3º uniforme |

- 2015–16

| 1º uniforme | 2º uniforme | 3º uniforme |